# Tanta Roba
Tanta Roba è un'etichetta discografica indipendente italiana, specializzata in musica hip hop. È stata fondata nel 2011 dal rapper Gué Pequeno e da DJ Harsh.

## Storia
Tanta Roba prende il nome da un omonimo singolo dei Club Dogo dell'album Dogocrazia. A luglio viene annunciata su YouTube la nascita dell'etichetta e viene presentato anche il primo artista oltre a Gué Pequeno, che è Fedez. Il primo album pubblicato dall'etichetta è stato Il mio primo disco da venduto di Fedez, seguito dal mixtape di Pequeno Fastlife Mixtape Vol. 3 e da Death USB di Salmo.
Da febbraio 2012 entra a far parte dell'etichetta anche Ensi che ha pubblicato insieme a DJ 2P Freestyle Roulette Mixtape; dal 19 giugno entrano a far parte di Tanta Roba il gruppo Troupe D'Elite, i quali pubblicano l'EP omonimo. Il 23 marzo 2013 il rapper Gemitaiz ha annunciato di essere stato scritturato per l'etichetta discografica, con la quale ha pubblicato L'unico compromesso in data 28 maggio. Il 2 aprile invece venne pubblicato Midnite, secondo album di Salmo sotto la Tanta Roba.
Il 25 settembre 2013, anche il rapper MadMan ha firmato per l'etichetta, con la quale ha pubblicato il singolo Come ti fa Mad e successivamente l'album Kepler insieme a Gemitaiz il 24 maggio 2014.

Logo dell'etichetta dal 2011 al 2022

Il 31 marzo 2014, la Tanta Roba ha firmato un accordo di licenza con la Universal Music Group. Riguardo all'accordo, il cofondatore DJ Harsh ha dichiarato:
Nel 2017 la rapper Priestess ha firmato per l'etichetta, pubblicando l'EP Torno domani poco tempo dopo e nel 2019 l'album in studio Brava.
Nel 2022, in seguito ai 10 anni di attività l'etichetta annuncia un nuovo logo.

### Zona Uno Booking
Nel settembre 2011, DJ Harsh fonda la Zona Uno Booking, agenzia di booking specializzata in artisti appartenenti alla scena hip hop. Fanno parte del roster di Zona Uno Booking tutti gli artisti scritturati alla Tanta Roba.